# Juraj Tvrdý

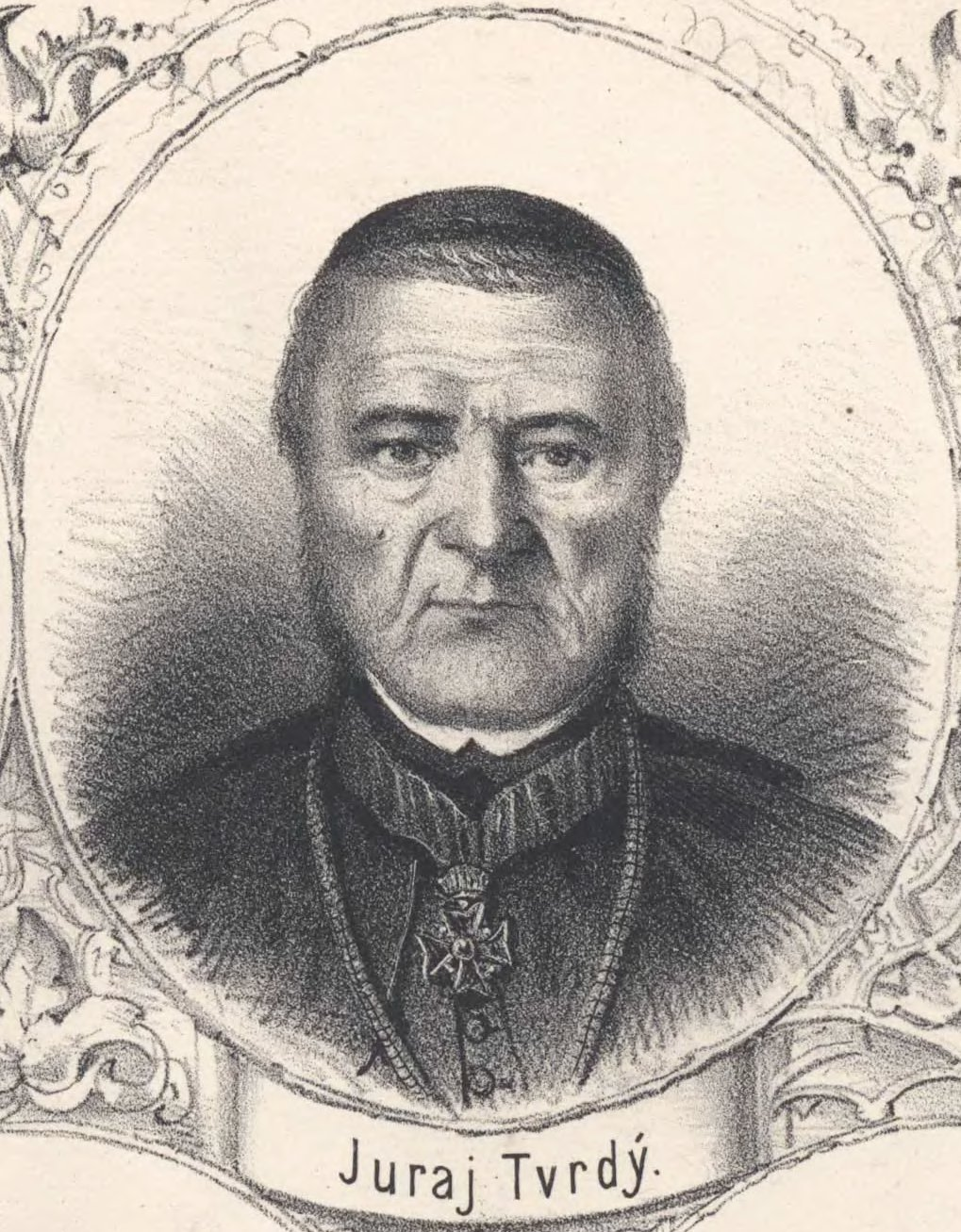

Juraj Tvrdý (* 5. Juli 1780 in Žilina; † 23. November 1863 in Nitra) war ein slowakischer Priester, Patriot und ein bedeutender Förderer der slowakischen Literatur.
Er war der Sohn von Juraj Tvrdý und dessen Frau Anna (geborene Rajčáni). Er besuchte die Grundschule in Žilina und setzte sein Studium am Gymnasium in derselben Stadt fort. Im September 1797 trat er in das Priesterseminar der Diözese Nitra ein, wo er einer der herausragenden Studenten war. Am 1. September 1802 ernannte ihn Bischof František Xaver Fuchs zum Zeremonienmeister, obwohl Tvrdý noch Seminarist war. Er wurde am 10. Juli 1803 zum Priester geweiht und blieb bis zum 8. Oktober 1804 als Zeremonienmeister im Amt. 
1804 wurde die Diözese Eger in den Status eines Metropolitan-Erzbistums erhoben und Bischof Fuchs mit dem Amt des Vikars von Eger betraut. Der Bischof entschied, dass Tvrdý ihn begleiten würde. Aber die Verbundenheit mit seiner Heimat war stärker als die Dankbarkeit für seinen Bischof, und so beschloss Tvrdý, nach Nitra zurückzukehren. Kurz darauf wurde er zum Verwalter der Diözese Nitra ernannt und blieb im Amt bis zum 8. Dezember 1805, als sein Posten aufgrund der Napoleonischen Kriege gestrichen wurde. Er wurde dann als Kaplan in der Pfarrei seines Cousins, der Interimspfarrer war, nach Drietoma geschickt. Vom 8. November 1806 bis 19. April 1808 war er Pfarrer von Visolaje. Später war er Pfarrer in Púchov. Bis 1859, als er Kanoniker des Nitraer Kapitels wurde, bekleidete er verschiedene kirchliche Ämter, darunter das des Rektors des Priesterseminars im Jahr 1832.
Er war Mitbegründer von Matica slovenská und erwirkte die Zustimmung der hohen kirchlichen Hierarchie zur Gründung der „Gesellschaft des Heiligen Adalbert“.